# David Poe Jr.
Pour les articles homonymes, voir Poe.
David Poe Jr., né le 18 juillet 1784 à Baltimore (Maryland), décédé le 10 décembre 1811, est un acteur américain et le père d'Edgar Allan Poe.

## Biographie
Né le 18 juillet 1784 à Baltimore (Maryland) et baptisé le 21 septembre, David Poe Jr. est le quatrième fils de David Poe Sr. (1748-1818) et d'Elizabeth Cairnes (1756-1835). Il a eu quatre frères : John Hancock (né en 1776), William Adam (né en 1780), George Washington (né en 1782) et Samuel (né en 1787), et deux sœurs : Maria (née en 1790) et Elizabeth (née en 1792). Contre l'avis de sa famille, il abandonne ses études de droit pour entamer une carrière d'acteur et fait ses débuts sur scène à Charleston (Caroline du Sud) le 1er décembre 1803, à l'âge de 19 ans, dans le rôle d'un officier dans une pantomime tirée La Peyrouse de Kotzebue,.
Le 5 décembre, il interprète Laërte, un jeune noble danois dans Gustav Vasa d'Henry Brooke. Le 7 décembre, il est annoncé dans le personnage de Harry Thunder dans Wild Oats de John O'Keeffe. Le 9 décembre, il joue son premier rôle shakespearien, Donalbain dans Macbeth. La compagnie part pour Savannah le 23 décembre et, de son retour, le 31 décembre, jusqu'à la fin de la saison, en avril 1804, Poe joue dans une grande variété de pièces. La critique est divisée à son sujet, John B. Irving attirant l'attention sur le fait qu'il souffre occasionnellement d'un défaut de prononciation. Par sa stature et son apparence, il est fait pour jouer les jeunes amoureux, en particulier les patriciens. D'après ces critiques, c'est dans les drames shakespeariens qu'il est le meilleur, et il progresse au cours de la saison. Au total, il interprète 24 rôles au cours de sa première saison, des personnages mineurs comme Don Antonio Gaspard dans Liberty in Louisiana, mais aussi des rôles plus importants comme Hortensio dans Catherine et Petruccio ou  Harry Thunder.

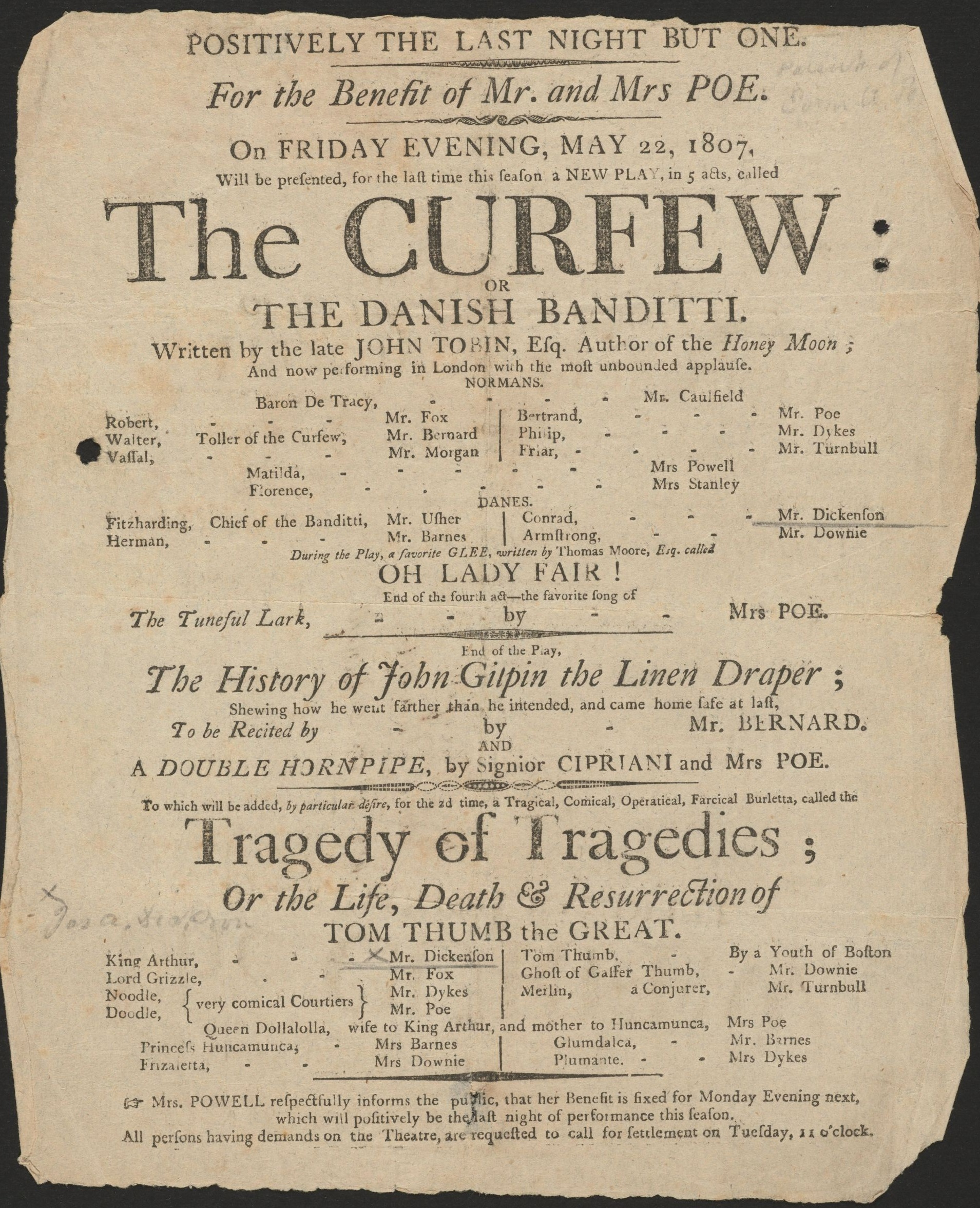
Playbill for The Curfew, May 27, 1807, presented "For the Benefit of Mr. and Mrs. Poe"

Elizabeth Arnold Hopkins et son époux, Charles Hopkins, sont à Richmond avec la Green's Virginia Company au début au 1804. La Virginia Gazette annonce « M. Poe du théâtre de Charleston » dans son numéro du juin 1804. Il joue le rôle d'Henry, et Elizabeth Hopkins celui de Susan Ashfield dans Speed the Plough. Charles Hopkins meurt le 26 octobre 1805. Le 14 mars 1806, David Poe et Elizabeth Hopkins signent un contrat de mariage dans le comté de Henrico (Virginie). Le mariage lui-même a certainement eu lieu entre le 14 mars et le 9 avril, et peut-être entre le 5 et le 9 avril.
En juin 1806, le couple est engagé par le New Theatre de Philadelphie. Poe fait ses débuts sur cette scène dans le rôle de Young Norval et joue plusieurs personnages importants comme Jack analyze dans The Blind Bargain ou le capitaine Loveit dans Miss in Her Teens. Le 16 juillet, les Poe sont au Summer Theatre, Vauxhall Garden, à New York. Le 13 octobre, ils participent à l'ouverture de la saison du Federal Street Theatre de Boston.
Absente du 16 janvier au 25 février 1807, Elizabeth met au monde William Henry Poe le 30 janvier. Lors de la naissance d'Edgar, elle joue dans The Brazen Mask, un ballet pantomime de John Fawcett. À l'époque, le couple réside dans une maison située près de la rivière Charles.
Après trois ans à Boston, où ils ont été reconnus comme des membres importants et estimés de la compagnie, les Poe quittent Boston pour New York, où ils participent le 6 septembre 1809 à l'ouverture de la saison du Park Theatre.
David Poe Jr. est considéré comme un acteur inférieur à sa femme. Le critique de The Emerald, le 16 avril 1808, décrit David Poe comme « un acteur qui s'améliore » et Elizabeth « comme la favorite du public et le plus grand plaisir des yeux ».
David Poe fait sa dernière apparition sur scène le 18 octobre 1809 à New York, dans le rôle du capitaine Cypress dans Grieving's a Folly de Richard Leigh,. Durant ses six ans de carrière, il a joué 137 rôles, dont 19 shakespeariens : Pedro dans Beaucoup de bruit pour rien Tressel et Ratcliffe dans Richard III, Duncan, Malcolm et Donalbain dans Macbeth, Laërte, Rosencrantz et Bernardo dans Hamlet, Decius Brutus dans Jules César, Sir Richard Vernon dans Henri IV, Montano dans Othello, le duc d'Autriche dans Le Roi Jean, Ferdinand dans La Tempête, Edmund et le duc d'Albany dans Le Roi Lear, Volusius dans Coriolan, Salanio dans Le Marchand de Venise, Hortensio dans La Mégère apprivoisée. 40 de ses personnages sont des aristocrates, il a joué de nombreux rôles de soldats.
Peu avant le 26 juillet 1810, il abandonne sa femme et ses enfants. Il meurt de consomption le 10 décembre 1811 ou à une date approchante, selon Thomas Ollive Mabbott, trois jours seulement après Elizabeth.

## Sources
- « Edgar Allan Poe, NNDB »
- Mz Fish, « David Poe, Jr. (1784 - 1811) », Find A Grave,‎ 8 octobre 2009 (lire en ligne)